# Pandim
Der Pandim ist ein Berg im Himalaya im westlichen Teil des indischen Bundesstaates Sikkim.
Der Pandim hat eine Höhe von 6691 m. Er liegt im Südosten des Kangchendzönga Himal – 15,5 km südsüdöstlich des Achttausenders Kangchendzönga. Der 4,4 km nordwestlich gelegene 4940 m hohe Hochgebirgspass Goecha La trennt den Pandim vom Hauptgebirgskamm des Kangchendzönga Himal. Die Nord- und Südostflanke des Pandim werden über den Talung Chu entwässert. Entlang seiner West- und Südwestflanke strömt der Prek Chu.

## Besteigungsgeschichte
Für den Pandim ist im Himalayan Index eine Besteigung im Jahr 1978 vermerkt.